# Stephan III. (Papst)
Stephan III. (IV.) († 24. Januar 772) war von 768 bis 772 Papst.

## Pontifikat
Nach dem Tod Pauls I. wurde Konstantin II. mit Hilfe seines Bruders, des Herzogs Toto von Nepi und Tuszien, als Laie mit Waffengewalt eingesetzt. Er wurde rund ein Jahr später, Mitte 768, von den Langobarden abgesetzt und Philipp als Papst eingesetzt. Beide zählt man heute zu den Gegenpäpsten. Am 7. August 768 wurde Stephan III. durch die frankenfreundliche Partei unter Führung des Christophorus gewählt. Er wurde zwei Tage später geweiht. Philipp trat vorher freiwillig zurück. Christophorus nahm nun mit seinen Anhängern grausame Rache an der Gegenpartei. Als Karl der Große durch eine politische Heirat mit der Tochter des Langobardenkönigs Desiderius ein Bündnis einging, das Stephan vergeblich zu verhindern versucht hatte, wechselte Stephan von der frankenfreundlichen Partei zu der Anhängerschaft der Langobarden und geriet in drückende Abhängigkeit von Desiderius. Zugleich wurde die frankenfreundliche Partei zur Rechenschaft gezogen: Christophorus und sein Sohn Sergius wurden ermordet. Als Karl der Große seine langobardische Gemahlin verstieß und sich mit Desiderius verfeindete, war die Politik Stephans endgültig gescheitert. Er starb am 24. Januar 772 und soll im Vatikan beerdigt sein. Der Ort seines Grabes ist nicht bekannt.

## Zählung
In einer alternativen Zählung wird der zum Papst gewählte, aber noch vor seiner Bischofsweihe verstorbene Priester Stephan (II.) als Papst anerkannt. In Folge werden alle weiteren Päpste dieses Namens mit einer höheren Nummer gezählt, also Stephan III. als Stephan IV. – in Fachliteratur wird zur Vermeidung von Missverständnissen oft die Schreibweise Stephan III. (IV.) verwendet.